# Ramularia archangelicae
Ramularia archangelicae Lindr. – gatunek grzybów z klasy Dothideomycetes. Grzyb mikroskopijny, fitopatogen pasożytujący na dzięglu leśnym (Angelica sylvestris). Powoduje plamistość liści.

## Systematyka i nazewnictwo
Pozycja w klasyfikacji według Index Fungorum: Ramularia, Mycosphaerellaceae, Capnodiales, Dothideomycetidae, Dothideomycetes, Pezizomycotina, Ascomycota, Fungi.
Gatunek ten opisał Johan Ivar Lindroth w 1902 r. Neotyp: B, Vestergren, Micromyc. Rar. Sel. Praec. Scand. no. 549 (designated by Braun, Monogr. Cercosporella, Ramularia Allied Genera (Phytopath. Hyphom.) 2: 1-493. 1998).

## Charakterystyka
Na porażonych roślinach powoduje powstawanie wielokątnych, biało żółtawych, otoczonych brązowoczarną obwódką i ograniczonych nerwami plam o średnicy 2–3 mm. Zarodniki tworzą się na obydwu stronach liści w postaci nalotu.
Endofit, jego grzybnia jest zanurzona w tkankach rośliny. Konidia powstają w łańcuszkach. Są cylindryczne, zwykle 2–, rzadziej 1– lub 3–komórkowe, o wymiarach 11–33 × 2,3–72,5 μm.
Znane jest występowanie Ramularia archangelicae w Europie i w USA.
Jest monofagiem. W Polsce podano jego występowanie na dzięglu leśnym (Angelica sylvestris).